# Duelo de pasiones
 (срп. Двобој страсти) мексичка је теленовела, продукцијске куће Телевиса, снимана 2006.

## Синопсис
Срце богатог земљопоседника Алвара Монтељана обузима љубомора када прочита писмо из кога се може наслутити да му је супруга Соледад неверна. Не слушајући њена преклињања и уверења да није крива за шта је оптужују у писму, Алваро оставља Соледад на забаченој плантажи, па одлучује да се искали и на њиховој кћери Алини, за коју такође сумња да је његова. И док ужива у срећној вези са војним поручником Емилијом, Алина ни не слути бол и несрећу који је очекују. Алваро уцењује Алину, и натера је да оде да живи у пећини са траварком Лубом. Желећи да избрише своје злокобно име Алина постаје Флор, а недуго затим Флор упознаје Емилија, који након неког времена одлучује оженити симпатичном девојком. Међутим, венчање прекидају Алваро и Телма, који се неће предати тако лако, и који им неће пустити да буду срећни.

## Улоге
| Глумац               | Улога      |
| -------------------- | ---------- |
| Лудвика Палета       | Алина Флор |
| Пабло Монтеро        | Емилио     |
| Фабиола Кампоманес   | Телма      |
| Серхио Гојри         | Алваро     |
| Ерика Буенфил        | Соледад    |
| Ана Мартин           | Луба       |
| Рене Гомез           | Гаспар     |
| Рафаел Рохас         | Максимо    |
| Ана Бренда Контрерас | Клаудија   |
| Хосе Марија Торе     | Анхел      |
| Хорхе де Силва       | Хосе       |
| Лис Вега             | Корал      |
| Алехандра Прокуна    | Маријана   |
| Хоана Брито          | Адела      |
| Тања Васкез          | Карла      |
| Давид Остроски       | Елиас      |
| Исаура Еспиноза      | Бланка     |
| Аида Перес           | Ребека     |
| Едуардо Ривера       | Уго        |
| Химена Ерера         | Роса       |
| Луис Урибе           | Хаиме      |
| Хаиме Лозано         | Рутилио    |
| Конорадо Осорио      | Кастуло    |
| Естебан Франко       | Хасинто    |
| Висенте Ерера        | Серхио     |
| Алисија Виљареал     | Ракел      |
| Патрисија Мартинез   | Малена     |